# 月バラナイト
『月バラナイト』（げつバラナイト）は、2023年4月26日から設けられているTBSテレビの月曜深夜のバラエティ枠である。
当初は2022年4月18日から9月26日までは「テッペン!」月曜枠における1時間の単発特別番組枠だった。
2023年4月から同年12月まで放送された第2期では、第1期とは異なり単発番組は放送せずに30分のレギュラー番組2本を1クールごとに放送する構成となった。
2024年2月より開始した第3期では再び1時間番組となったが、編成により放送時間や放送頻度が一定ではなかった。
2025年5月12日より、第2期以来となる単発ではないレギュラー番組『ニューかまー』が放送開始した。当レーベル枠としては1時間番組のレギュラー番組は初めてとなる。なお、MCを務めるかまいたちは当番組の出演によりキー局の民放5局すべてにレギュラー番組を持つことになった。

## 番組ラインナップ

### 第1期
放送時間は月曜23:56 - 火曜0:55。
| 2022年（令和4年） | 2022年（令和4年） | 2022年（令和4年）                         | 2022年（令和4年）                                                 | 2022年（令和4年） | 2022年（令和4年）         | 2022年（令和4年） |
| 回                | 放送日            | タイトル                                  | MC                                                                | 出演者 | アナウンサー/ナレーター   | 備考              |
| ----------------- | ----------------- | ----------------------------------------- | ----------------------------------------------------------------- | --- | ------------------------- | ----------------- |
| 1                 | 04月18日          | 褒めコメ辞典                              | アインシュタイン （河井ゆずる・稲田直樹）                         | 川島明（麒麟）、アンミカ、王林 |                           | [ 2 ]             |
| 2                 | 4月25日           | 褒めコメ辞典                              | アインシュタイン （河井ゆずる・稲田直樹）                         | 川島明（麒麟）、アンミカ、王林 |                           | [ 2 ]             |
| 3                 | 05月02日          | ワールドエキセントリックキッチン          | 満島真之介 伊藤俊介（オズワルド）                                 | 北乃きい |                           | [ 3 ]             |
| 4                 | 05月09日          | ワールドエキセントリックキッチン          | 満島真之介 伊藤俊介（オズワルド）                                 | 田村保乃（櫻坂46） |                           | [ 4 ]             |
| 5                 | 05月16日          | 芸人才能発見バラエティー 蕎麦屋のかつ丼TV | 見取り図 （盛山晋太郎・リリー） 進行：若林有子（TBSアナウンサー） | 岩部彰（ミサイルマン）、田島直弥（アイデンティティ）、中谷祐太（マユリカ）、もう中学生、一平（Gパンパンダ）、せいや（霜降り明星）、ニシダ（ラランド）、ゆーびーむ☆ | 渡部峻（TBSアナウンサー） | [ 5 ]             |
| 6                 | 05月23日          | 芸人才能発見バラエティー 蕎麦屋のかつ丼TV | 見取り図 （盛山晋太郎・リリー） 進行：若林有子（TBSアナウンサー） | ZAZY、チャンス大城、ラランド（サーヤ・ニシダ）、銀シャリ（鰻和弘・橋本直）、庄司智春（品川庄司）、高岸宏行（ティモンディ）、ワタリ119、マユリカ（阪本匠伍・中谷祐太） | 渡部峻（TBSアナウンサー） | [ 6 ]             |
| 7                 | 05月30日          | 科学にまつわるエトセトラ                  | バナナマン （設楽統・日村勇紀）                                   | 生見愛瑠 VTR出演：井上裕介（NON STYLE）、高橋尚子、竹下佳江、千原ジュニア、トム・ブラウン（布川ひろき・みちお）、野口みずき、別府ともひこ（エイトブリッジ）、真栄田賢（スリムクラブ）、松本薫、丸山桂里奈、森脇健児、ワタリ119 ナビゲーター：クロッシュ・アミニ・インゴ                                                              |                           | [ 7 ]             |
| 8                 | 06月06日          | 科学にまつわるエトセトラ                  | バナナマン （設楽統・日村勇紀）                                   | 生見愛瑠 VTR出演：小宮浩信（三四郎）、ザ・マミィ（林田洋平・酒井貴士）、藤田憲右（トータルテンボス）、丸山桂里奈 ロケ進行：上村彩子（TBSアナウンサー） ナビゲーター：クロッシュ・アミニ・インゴ |                           | [ 10 ]            |
| 9                 | 06月13日          | ドラフトトラベル                          | リーダー：ケンドーコバヤシ 小杉竜一（ブラックマヨネーズ）         | ドラフト候補芸能人：井上咲楽、尾形貴弘（パンサー）、田中卓志（アンガールズ）、塚地武雅（ドランクドラゴン）、ナヲ（マキシマム ザ ホルモン）、西村瑞樹（バイきんぐ）、浜口京子、Hiro（MY FIRST STORY）、藤本敏史（FUJIWARA）、やす子、和田まんじゅう（ネルソンズ） 優勝判定ゲスト：渋谷凪咲（NMB48） 進行：山本里菜（TBSアナウンサー） |                           | [ 11 ]            |
| 10                | 06月20日          | ドラフトトラベル                          | リーダー：ケンドーコバヤシ 小杉竜一（ブラックマヨネーズ）         | ドラフト候補芸能人：井上咲楽、尾形貴弘（パンサー）、田中卓志（アンガールズ）、塚地武雅（ドランクドラゴン）、ナヲ（マキシマム ザ ホルモン）、西村瑞樹（バイきんぐ）、浜口京子、Hiro（MY FIRST STORY）、藤本敏史（FUJIWARA）、やす子、和田まんじゅう（ネルソンズ） 優勝判定ゲスト：渋谷凪咲（NMB48） 進行：山本里菜（TBSアナウンサー） |                           | [ 11 ]            |
| 11                | 06月27日          | エヂカラハンター                          | 霜降り明星 （粗品・せいや）                                       | 霜降り明星チーム：田中樹（SixTONES） 野性爆弾チーム：野性爆弾（くっきー!・ロッシー）、竹内由恵 |                           | [ 12 ]            |
| 12                | 07月12日          | エヂカラハンター                          | 霜降り明星 （粗品・せいや）                                       | 霜降り明星チーム：田中樹（SixTONES） 野性爆弾チーム：野性爆弾（くっきー!・ロッシー）、竹内由恵 「ファッションのプロが認めるご当地マダム」審査員：押切もえ |                           | [ 15 ]            |
| 13                | 07月26日          | 切り抜き1ミニッツ                         | 千原ジュニア                                                      | ナビゲーター：飯尾和樹（ずん） スタジオゲスト：伊原六花、村重杏奈 プレゼンター：池田武央（心霊研究家）、狩野英孝、滝沢秀一（マシンガンズ）、チャンス大城、プラス・マイナス（岩橋良昌・兼光タカシ） |                           | [ 17 ]            |
| 14                | 08月01日          | 切り抜き1ミニッツ                         | 千原ジュニア                                                      | ナビゲーター：飯尾和樹（ずん） スタジオゲスト：伊原六花、村重杏奈 プレゼンター：ギャビー、中沢健（UMA研究家）、ニシダ（ラランド）、みなみかわ、宮本和幸（スカチャン） |                           | [ 18 ]            |
| 15                | 08月08日          | このランキング異議アリ!                   | 審議委員長：バカリズム 進行：若林有子（TBSアナウンサー）          | スタジオゲスト：児嶋一哉（アンジャッシュ）、田中卓志（アンガールズ）、堀田茜、村重杏奈 異議アリスト：武田鉄矢、光宗薫 |                           | [ 19 ]            |
| 16                | 08月15日          | このランキング異議アリ!                   | 審議委員長：バカリズム 進行：若林有子（TBSアナウンサー）          | スタジオゲスト：児嶋一哉（アンジャッシュ）、田中卓志（アンガールズ）、堀田茜、村重杏奈 異議アリスト：北乃きい、髙嶋政宏、高橋ユウ |                           | [ 20 ]            |
| 17                | 08月22日          | 中居と大悟を口説く夜                      | 中居正広 大悟（千鳥） 進行：田村真子（TBSアナウンサー）           | カルディ通女子：佐々木舞、めめろん、ヤミー 筋トレ通女子：岡部友、栗原ジャスティーン、宮田みゆき |                           | [ 21 ]            |
| 18                | 08月29日          | 中居と大悟を口説く夜                      | 中居正広 大悟（千鳥） 進行：田村真子（TBSアナウンサー）           | USJ推し活女子：佐月愛果（NMB48）、ティンカノ、マリエル、湧月りろ |                           | [ 22 ]            |
| 19                | 09月05日          | ワケあって、大金使います                  | 平子祐希（アルコ&ピース） 朝日奈央 DJ松永（Creepy Nuts）          | |                           | [ 23 ]            |
| 20                | 09月12日          | ワケあって、大金使います                  | 平子祐希（アルコ&ピース） 朝日奈央 DJ松永（Creepy Nuts）          | VTR出演：井口浩之（ウエストランド） |                           | [ 24 ]            |
| 21                | 09月19日          | 形から入ってみた                          | かまいたち （山内健司・濱家隆一） アシスタント：久代萌美          | ゲスト：釜谷あすり、馬場彩月、野村辰二（笑撃戦隊）、やしろ優 ロケゲスト：アレックス・ラミレス、ラミレス美保、叶恭子、叶美香 |                           | [ 25 ]            |
| 22                | 09月26日          | 形から入ってみた                          | かまいたち （山内健司・濱家隆一） アシスタント：久代萌美          | |                           |                   |

### 第2期
| 放送枠                   | 放送期間                | タイトル                                           | MC                                                                          |
| ------------------------ | ----------------------- | -------------------------------------------------- | --------------------------------------------------------------------------- |
| 第1部 （23:56 - 翌0:26） | 2023年4月26日 - 7月4日  | あなたはどれに当てはまる?スター★性格診断SHOW       | 川島明 （麒麟）                                                             |
| 第1部 （23:56 - 翌0:26） | 2023年7月17日 - 9月25日 | 『発表!ウチの県の大事ケン』〜1時間まるごと○○県TV〜 | 川島明（麒麟） 王林                                                         |
| 第1部 （23:56 - 翌0:26） | 2023年10月16日 -        | 日本全国さすらい料理バラエティ 黄金のワンスプーン! | 宮舘涼太 （Snow Man）                                                       |
| 第2部 （0:26 - 0:55）    | 2023年4月27日 - 7月5日  | 形から入ってみた                                   | かまいたち （山内健司・濱家隆一） アシスタント：田村真子（TBSアナウンサー） |
| 第2部 （0:26 - 0:55）    | 2023年7月18日 - 9月25日 | 賢者の赤ペンレビュー 銭バカさん                    | ホラン千秋                                                                  |
| 第2部 （0:26 - 0:55）    | 2023年10月16日 -        | ガラッとチェンジマン                               | 田村真子（TBSアナウンサー）                                                 |

### 第4期
| 放送期間        | タイトル     | MC                      |
| --------------- | ------------ | ----------------------- |
| 2025年5月12日 - | ニューかまー | かまいたち ニューヨーク |

## ネット局

### 第1期
| 放送対象地域   | 放送局                    | 系列    | 放送日時                     | 放送期間                | ネット状況 |
| -------------- | ------------------------- | ------- | ---------------------------- | ----------------------- | ---------- |
| 関東広域圏     | TBSテレビ（TBS）          | TBS系列 | 月曜 23:56 - 翌0:55          | 2022年4月18日 - 9月26日 | 【制作局】 |
| 岩手県         | IBC岩手放送（IBC）        | TBS系列 | 月曜 23:56 - 翌0:55          | 2022年4月18日 - 9月26日 | 同時ネット |
| 宮城県         | 東北放送（tbc）           | TBS系列 | 月曜 23:56 - 翌0:55          | 2022年4月18日 - 9月26日 | 同時ネット |
| 山形県         | テレビユー山形（TUY）     | TBS系列 | 月曜 23:56 - 翌0:55          | 2022年4月18日 - 9月26日 | 同時ネット |
| 福島県         | テレビユー福島（TUF）     | TBS系列 | 月曜 23:56 - 翌0:55          | 2022年4月18日 - 9月26日 | 同時ネット |
| 新潟県         | 新潟放送（BSN）           | TBS系列 | 月曜 23:56 - 翌0:55          | 2022年4月18日 - 9月26日 | 同時ネット |
| 富山県         | チューリップテレビ（TUT） | TBS系列 | 月曜 23:56 - 翌0:55          | 2022年4月18日 - 9月26日 | 同時ネット |
| 静岡県         | 静岡放送（SBS）           | TBS系列 | 月曜 23:56 - 翌0:55          | 2022年4月18日 - 9月26日 | 同時ネット |
| 鳥取県・島根県 | 山陰放送（BSS）           | TBS系列 | 月曜 23:56 - 翌0:55          | 2022年4月18日 - 9月26日 | 同時ネット |
| 広島県         | 中国放送（RCC）           | TBS系列 | 月曜 23:56 - 翌0:55          | 2022年4月18日 - 9月26日 | 同時ネット |
| 山口県         | テレビ山口（tys）         | TBS系列 | 月曜 23:56 - 翌0:55          | 2022年4月18日 - 9月26日 | 同時ネット |
| 愛媛県         | あいテレビ（itv）         | TBS系列 | 月曜 23:56 - 翌0:55          | 2022年4月18日 - 9月26日 | 同時ネット |
| 福岡県         | RKB毎日放送（rkb）        | TBS系列 | 月曜 23:56 - 翌0:55          | 2022年4月18日 - 9月26日 | 同時ネット |
| 大分県         | 大分放送（OBS）           | TBS系列 | 月曜 23:56 - 翌0:55          | 2022年4月18日 - 9月26日 | 同時ネット |
| 山梨県         | テレビ山梨（UTY）         | TBS系列 | 火曜 0:00 - 1:00（月曜深夜） | 2022年4月26日 -         | 遅れネット |

### 第2期
| 放送対象地域 | 放送局           | 系列    | 放送日時                                                   | 放送期間             | ネット状況 |
| ------------ | ---------------- | ------- | ---------------------------------------------------------- | -------------------- | ---------- |
| 関東広域圏   | TBSテレビ（TBS） | TBS系列 | 【第1部】月曜 23:56 - 翌0:26 【第2部】火曜 翌0:26 - 翌0:55 | 2023年4月24日 - 12月 | 【制作局】 |

### 第3期
| 放送対象地域 | 放送局             | 系列    | 放送日時            | 放送期間        | ネット状況 |
| ------------ | ------------------ | ------- | ------------------- | --------------- | ---------- |
| 関東広域圏   | TBSテレビ（TBS）   | TBS系列 | 月曜 23:56 - 翌0:55 | 2024年2月5日 -  | 【制作局】 |
| 青森県       | 青森テレビ（ATV）  | TBS系列 | 月曜 23:56 - 翌0:55 | 2024年4月22日 - | 同時ネット |
| 宮城県       | 東北放送（tbc）    | TBS系列 | 月曜 23:56 - 翌0:55 | 2024年2月5日 -  | 同時ネット |
| 山梨県       | テレビ山梨（UTY）  | TBS系列 | 月曜 23:56 - 翌0:55 | 2024年2月5日 -  | 同時ネット |
| 広島県       | 中国放送（RCC）    | TBS系列 | 月曜 23:56 - 翌0:55 | 2024年2月5日 -  | 同時ネット |
| 高知県       | テレビ高知（KUTV） | TBS系列 | 月曜 23:56 - 翌0:55 | 2024年4月22日 - | 同時ネット |
| 長崎県       | 長崎放送（NBC）    | TBS系列 | 月曜 23:56 - 翌0:55 | 2024年4月22日 - | 同時ネット |

### 過去のネット局
| 放送対象地域 | 放送局             | 系列    | 放送日時            | 放送期間                     | ネット状況 |
| ------------ | ------------------ | ------- | ------------------- | ---------------------------- | ---------- |
| 岩手県       | IBC岩手放送（IBC） | TBS系列 | 月曜 23:56 - 翌0:55 | 2024年2月5日 - 2025年3月24日 | 同時ネット |
| 鹿児島県     | 南日本放送（MBC）  | TBS系列 | 月曜 23:56 - 翌0:55 | 2024年4月22日 - 9月2日       | 同時ネット |

## スタッフ
- 番組プロデューサー：寺田裕樹
- 編成：野村和矢
- 製作著作：TBS